# Bernd Kannenberg
Bernhard ("Bernd") Kannenberg (né le 20 août 1942 à Königsberg en province de Prusse-Orientale) et mort le 13 janvier 2021 est un athlète allemand, spécialiste de la marche.
En 1972, il remporte le 50 km marche lors des Jeux olympiques de Munich, dans son pays, après avoir amélioré, le 27 mai 1972 à Brême, le record du monde de la distance en 3 h 52 min 45 s.
En 1973, il réalise, sur le plan mondial, le meilleur temps de l'année sur le 50 km marche en 3 h 56 min 51 s et le septième temps sur le 20 km en 1 h 27 min 19 s.
En 1974, il décroche la médaille d'argent du 20 km aux championnats d'Europe de Rome.